# 李少杰
李少杰（1975年11月26日—），山东蓬莱人，中国男子铁饼运动员。他的个人最好成绩是1996年5月在南京取得的65.16米，这也是目前的国内纪录。
1998年，他赢得亚洲田径锦标赛和亚洲运动会，被选中代表亚洲参加1998年世界杯，得第七名。他在1999年世界锦标赛上得第九名。

## 成绩
| 年        | 賽事           | 舉辦城市       | 名次             | 記錄      |
| 代表 中国 | 代表 中国      | 代表 中国      | 代表 中国        | 代表 中国 |
| --------- | -------------- | -------------- | ---------------- | --------- |
| 1994      | 世界青年锦标赛 | 葡萄牙里斯本   | 第5名            | 55.58 m   |
| 1997      | 东亚运动会     | 韩国釜山       | 第1名            | 62.58 m   |
| 1998      | 亚洲锦标赛     | 日本福冈市     | 第1名            | 60.28 m   |
| 1998      | 亚洲运动会     | 泰国曼谷       | 第1名            | 64.58 m   |
| 1999      | 世界锦标赛     | 西班牙塞维利亚 | 第9名            | 63.22 m   |
| 2000      | 奥林匹克运动会 | 澳大利亚悉尼   | 第13名（资格赛） | 62.29 m   |
| 2001      | 东亚运动会     | 日本大阪       | 第1名            | 60.08 m   |

## 外部連結
- 李少杰在World Athletics（英语）
- 李少杰在Olympedia（英语）